# Challenge de France féminin 2010-2011
La Challenge de France féminin 2010-2011 è stata la 10ª edizione della Coppa di Francia riservata alle squadre femminili. La finale si è svolta allo Stade de la Pépinière di Buxerolles ed è stata vinta dall'Saint-Étienne per la prima volta nella sua storia superando il Montpellier ai calci di rigore dopo che i tempi regolamentari erano terminati a reti inviolate.

## Fase regionale
Le squadre appartenenti ai campionati regionali si sfidano per prime in gare ad eliminazione diretta. 

## Fase federale

### Primo turno
Si aggiungono alle squadre rimanenti dal turno precedente le 36 squadre appartenenti al campionato Division 2 e si sfidano in gare ad eliminazione diretta.
Le gare si svolgono a partire dal 9 gennaio 2011 fino ai 6 incontri della settimana successiva.
| Squadra 1                    | Risultato       | Squadra 2                        |
| ---------------------------- | --------------- | -------------------------------- |
| ASPTT Albi                   | 3 – 1           | Blanquefort                      |
| Amiens Montières             | 2 – 1           | US Pont de l’Arche               |
| ASF Andrézieux               | 1 – 1 (3-4 dtr) | Aulnat Sportif                   |
| Arbois Sports                | 1 – 1 (5-4 dtr) | Le Puy Foot                      |
| PFFC Aubagne                 | 0 – 5           | Monteux                          |
| Caluire FF68                 | 5 – 0           | Olympique Saint-Julien-Chapteuil |
| US Cannes-Bocca              | 2 – 3           | Saint-Cyprien FA                 |
| ES Cannet-Rocheville         | 1 – 4           | Claix                            |
| US Chitenay-Cellettes        | 0 – 10          | Saint-Herblain OC                |
| AS Chèvremont                | 0 – 8           | CS Mars Bischheim                |
| CF Couffé                    | 0 – 4           | Corne USC                        |
| Digione                      | 2 – 0           | COM Bagneux                      |
| Dommartin Tour AFC           | 0 – 5           | US Blanzynoise                   |
| FC Domont                    | 1 – 2           | US Rouvroy                       |
| AS Evry                      | 1 – 0           | Stade Auxerrois                  |
| Gandalou FC                  | 2 – 2 (3-4 dtr) | FCE Arlac                        |
| Grenoble Foot                | 2 – 4           | AS Gardannais                    |
| AS Guémar                    | 0 – 3           | FC Woippy                        |
| Issy                         | 2 – 1           | US Gravelines                    |
| USFF Janzé                   | 2 – 5           | RC Fléchois                      |
| FC La Rochette Vaux le Pénil | 1 – 1 (3-4 dtr) | Val d'Orge                       |
| SC Lafrançaise               | 1 – 2           | JAF Isle                         |
| IC Lambersart                | 0 – 2           | FC Templemars                    |
| FA Laval                     | 2 – 1           | Avant Garde Caennaise            |
| Leers omnisports             | 2 – 2 (4-2 dtr) | Arras                            |
| Limoges LF                   | 0 – 5           | Muret                            |
| FAF Marseille                | 1 – 1 (2-4 dtr) | US Villeneuve-lès-Maguelone      |
| FC Masevaux                  | 1 – 4           | AS Algrange                      |
| FC Mieussy                   | 0 – 9           | ES Arpajonnaise                  |
| AS Montmerle                 | 2 – 3           | Besançon RC                      |
| AJ Neuville-Saint-Vaast      | 0 – 9           | Herblay FAS                      |
| CS Nivolas-Vermelle          | 1 – 3           | RCF Mâcon                        |
| Nîmes Métropole Gard         | 2 – 1           | US Véore                         |
| US Orléans                   | 1 – 7           | ESTC Poitiers                    |
| ES 16e Paris                 | 2 – 0           | FC Rouen                         |
| Quimper Cornouaille FC       | 1 – 4           | CBOSL Football                   |
| CPBB Rennes                  | 4 – 1           | ES Cormelles-le-Royal            |
| FC Rossfeld                  | 0 – 0 (3-4 dtr) | FC Monswiller                    |
| EN Saint-Avold               | 1 – 8           | Vendenheim                       |
| RC Saint-Denis               | 1 – 2           | Compiègne                        |
| FC Stephanais Bricois        | 0 – 6           | Ploërmel FC                      |
| Plaine Revermont Football    | 1 – 1 (3-5 dtr) | AS Châtenoy-le-Royal             |
| US Saint-Malo                | 2 – 1           | FCF Condéen                      |
| VGA Saint-Maur               | 0 – 2           | Montigny                         |
| Saint-Memmie Olympique       | 3 – 0           | US Chauny FF                     |
| Olympique Saint-Olle         | 3 – 4           | Stade raismois                   |
| Saint-Sauveur FF             | 0 – 11          | Tours FC                         |
| ES Saint-Simon               | 5 – 0           | AS Grayan Nord-Medoc             |
| AS Sainte-Christie/Preignan  | 11 – 0          | ASC Pessac Alouette              |
| US Lucéenne                  | 0 – 2           | ASF Les Verchers                 |
| ASF Valentigney              | 1 – 2           | AS Mussig                        |
| ES Vineuil Brion             | 0 – 5           | Soyaux                           |

### Secondo turno
Per la prima volta il Secondo Turno viene sostituito dai Trentaduesimi di finale dove si aggiungono alle squadre rimanenti dal turno precedente 12 club del campionato Division 1.
Il sorteggio si è tenuto il 12 gennaio 2011 e le gare si svolgono tra il 31 gennaio ad eccezione di Ploërmel FC – ESOFV La Roche-sur-Yon che si gioca il gioco precedente mentre Val d'Orge – US Saint-Malo la settimana seguente.
| Squadra 1                   | Risultato       | Squadra 2                   |
| --------------------------- | --------------- | --------------------------- |
| ASPTT Albi                  | 2 – 2 (4-5 dtr) | Tolosa                      |
| AS Algrange                 | 0 – 5           | FCF Juvisy                  |
| Amiens Montières            | 0 – 3           | Montigny                    |
| Arbois Sports               | 0 – 11          | Vendenheim                  |
| ES Arpajonnaise             | 2 – 1           | AS muretaine                |
| Caluire FF68                | 0 – 5           | Saint-Étienne               |
| Claix                       | 4 – 0           | AS Châtenoy-le-Royal        |
| AS Evry                     | 0 – 4           | Yzeure                      |
| AS Gardannais               | 1 – 2           | Nîmes Métropole Gard        |
| Herblay FAS                 | 2 – 0           | FC Templemars               |
| Hénin-Beaumont              | 6 – 0           | Leers omnisports            |
| JAF Isle                    | 1 – 4           | AS Sainte-Christie/Preignan |
| Issy                        | 0 – 10          | Paris Saint-Germain         |
| RC Fléchois                 | 0 – 13          | CBOSL Football              |
| FC Monswiller               | 0 – 8           | CS Mars Bischheim           |
| Monteux                     | 0 – 7           | Olympique Lione             |
| AS Mussig                   | 0 – 8           | Besançon RC                 |
| ES 16e Paris                | 0 – 1           | Digione                     |
| Ploërmel FC                 | 1 – 2           | La Roche-sur-Yon            |
| ESTC Poitiers               | 1 – 0           | Aulnat Sportif              |
| US Rouvroy                  | 2 – 0           | Stade raismois              |
| Stade Briochin              | 1 – 2           | CPBB Rennes                 |
| Saint-Cyprien FA            | 1 – 2           | RCF Mâcon                   |
| Saint-Herblain OC           | 2 – 0           | Corne USC                   |
| Saint-Memmie Olympique      | 1 – 3           | Compiègne                   |
| ES Saint-Simon              | 3 – 1           | FCE Arlac                   |
| Soyaux                      | 0 – 1           | Rodez                       |
| Tours FC                    | 0 – 5           | Le Mans                     |
| Val d'Orge                  | 1 – 2           | US Saint-Malo               |
| ASF Les Verchers            | 2 – 2 (3-1 dtr) | FA Laval                    |
| US Villeneuve-lès-Maguelone | 0 – 3           | Montpellier                 |
| FC Woippy                   | 1 – 1 (3-2 dtr) | US Blanzynoise              |

## Sedicesimi di finale
Le gare si sono svolte il 20 febbraio 2011 tramite il sorteggio svolto il 2 febbraio.
| Squadra 1                   | Risultato       | Squadra 2           |
| --------------------------- | --------------- | ------------------- |
| Compiègne                   | 2 – 0           | CS Mars Bischheim   |
| Digione                     | 2 – 0           | Besançon RC         |
| Herblay FAS                 | 1 – 4           | Yzeure              |
| Le Mans                     | 3 – 1           | CBOSL Football      |
| Olympique Lione             | 13 – 0          | Montigny            |
| Montpellier                 | 9 – 0           | ES Arpajonnaise     |
| Nîmes Métropole Gard        | 0 – 0 (1-4 dtr) | Tolosa              |
| ESTC Poitiers               | 0 – 2           | La Roche-sur-Yon    |
| CPBB Rennes                 | 2 – 3           | Saint-Herblain OC   |
| Rodez                       | 3 – 1           | Claix               |
| US Rouvroy                  | 0 – 4           | Hénin-Beaumont      |
| Saint-Étienne               | 2 – 0           | RCF Mâcon           |
| US Saint-Malo               | 0 – 1           | ASF Les Verchers    |
| AS Sainte-Christie/Preignan | 0 – 4           | ES Saint-Simon      |
| Vendenheim                  | 1 – 0           | Paris Saint-Germain |
| FC Woippy                   | 1 – 0           | FCF Juvisy          |

## Ottavi di finale
Il sorteggio è stato effettuato il 23 febbraio 2011 e tutte le gare si sono svolte il 13 marzo 2011. 
| Squadra 1         | Risultato       | Squadra 2     |
| ----------------- | --------------- | ------------- |
| Hénin-Beaumont    | 0 – 1           | Le Mans       |
| La Roche-sur-Yon  | 1 – 1 (4-2 dtr) | Compiègne     |
| Olympique Lione   | 3 – 0           | Rodez         |
| Saint-Herblain OC | 0 – 5           | FCF Juvisy    |
| ES Saint-Simon    | 0 – 1           | Saint-Étienne |
| Tolosa            | 0 – 1           | Montpellier   |
| Vendenheim        | 0 – 0 (5-6 dtr) | Digione       |
| ASF Les Verchers  | 0 – 5           | Yzeure        |

## Quarti di finale
Il sorteggio è stato effettuato il 16 marzo 2011 e le gare si sono svolte il 3 aprile 2011.
| Squadra 1        | Risultato       | Squadra 2        |
| ---------------- | --------------- | ---------------- |
| FCF Juvisy       | 0 – 0 (3-2 dtr) | Olympique Lione  |
| Montpellier      | 6 – 0           | La Roche-sur-Yon |
| Saint-Étienne    | 1 – 0           | Le Mans          |
| ASF Les Verchers | 1 – 3           | Digione          |

## Semifinali
Il sorteggio è stato effettuato nello stesso momento dei Quarti di finale e le gare si sono svolte il 1 maggio 2011.
| Squadra 1  | Risultato | Squadra 2     |
| ---------- | --------- | ------------- |
| Digione    | 0 – 5     | Saint-Étienne |
| FCF Juvisy | 1 – 3     | Montpellier   |

## Finale
| Arbitro: | Frappart |

|                                      |                      |                               |
| Torrent Bilbault Ramos Utsugi Lattaf | Tiri di rigore 2 – 3 | Catala Chazal Brevet Clémaron |